# Прибрежный (Рязанская область)
Прибре́жный — бывший посёлок в Рязанской области России, включённый в состав посёлка городского типа Шилово. Расположен на правом берегу Оки, примерно в 2 км севернее основного жилого массива Шилово.

## История
У посёлка найдены остатки поселений племён рыболовов и охотников. Также найден Кулаковский могильник —поселение племени поздняковской культуры бронзового века (второе тысячелетие до нашей эры). В XII веке появляются небольшие средневековые сельские поселения в районе посёлка. В 1920 годах рядом с посёлком раскопан Добрынин курган. 
На 1941 год назывался совхоз «Пролетарский». Указом Президиума Верховного Совета РСФСР от 10 января 1966 года посёлок совхоза «Пролетарский» был переименован в посёлок Прибрежный. Наименование речной пристани Пролетарский и переправы сохранились. 
30 декабря 1969 года, на основании решения Исполнительного комитета Рязанского областного Совета депутатов, посёлок Прибрежный включён в черту посёлка городского типа Шилово.
Улицы: Береговая, Механизаторов, Центральная, Зелёная. 
В настоящее время поселок является частью ПГТ Шилово (Шиловский район)